# São Miguel do Passa Quatro
São Miguel do Passa Quatro là một đô thị thuộc bang Goiás, Brasil. Đô thị này có diện tích 537,781 km², dân số năm 2007 là 3970 người, mật độ 7,4 người/km².